# Kvartuh
Kvartuh je 4585. najbolj pogost priimek v Sloveniji, ki ga je po podatkih Statističnega urada Republike Slovenije na dan 1. januarja 2016 uporabljalo 95.